# Annay-la-Côte
Annay-la-Côte település Franciaországban, Yonne megyében. Lakosainak száma 340 fő (2022. január 1.). Annay-la-Côte Précy-le-Sec, Tharot, Annéot, Étaule, Girolles és Lucy-le-Bois községekkel határos.

## Népesség
A település népességének változása:
| Lakosok száma | 340  | 342  | 361  | 348  | 351  | 349  | 350  | 350  | 340  |
|               | 2013 | 2015 | 2016 | 2017 | 2018 | 2019 | 2020 | 2021 | 2022 |